# Effraie de Soumagne
Tyto soumagnei
Espèce
Statut de conservation UICN

 VU C2a(i) : Vulnérable
Statut CITES
L'Effraie de Soumagne (Tyto soumagnei) est une espèce d'oiseaux de la famille des Tytonidae.

## Répartition
Cet oiseau peuple les forêts du versant oriental de la chaîne de Madagascar.